# Лебедев, Юрий Владимирович (дипломат)
Ю́рий Влади́мирович Ле́бедев (1923 — 1996) — советский дипломат. Чрезвычайный и полномочный посол.

## Биография
На дипломатической работе с 1959 года.
- В 1959—1961 годах — сотрудник центрального аппарата МИД СССР.
- В 1961—1964 годах — сотрудник Посольства СССР на Кубе.
- В 1964—1965 годах — сотрудник центрального аппарата МИД СССР.
- В 1965—1968 годах — советник-посланник Посольства СССР на Кубе.
- В 1968—1969 годах — на ответственной работе в центральном аппарате МИД СССР.
- С 15 марта 1969 по 28 февраля 1975 года — чрезвычайный и полномочный посол СССР в Перу[1].
- В 1975—1978 годах — на ответственной работе в центральном аппарате МИД СССР.
- С 23 июня 1978 по 26 февраля 1987 года — чрезвычайный и полномочный посол СССР в Уругвае[2].